# 大平国信
大平 国信（おおひら くにのぶ、生没年不詳）は、平安時代末期から鎌倉時代初期にかけての武将。近藤国平の子。藤原秀郷の玄孫・脩行（近藤太）の六代孫。大平氏の祖。通字は国。子に勝国がある。
父は治承・寿永の乱では源頼朝の旗揚げ当初よりその幕下に加わり転戦した。以後、御家人としてその名がみえ、建久10年（1199年）3月には三左衛門事件への関与により罷免された後藤基清に代わり讃岐守護に任ぜられる。子の国信についての記録は詳らかでないが、土佐国高岡郡高岡郷の守護代または地頭に就任したものと考えられる。